# Dorfkirche Chemnitz

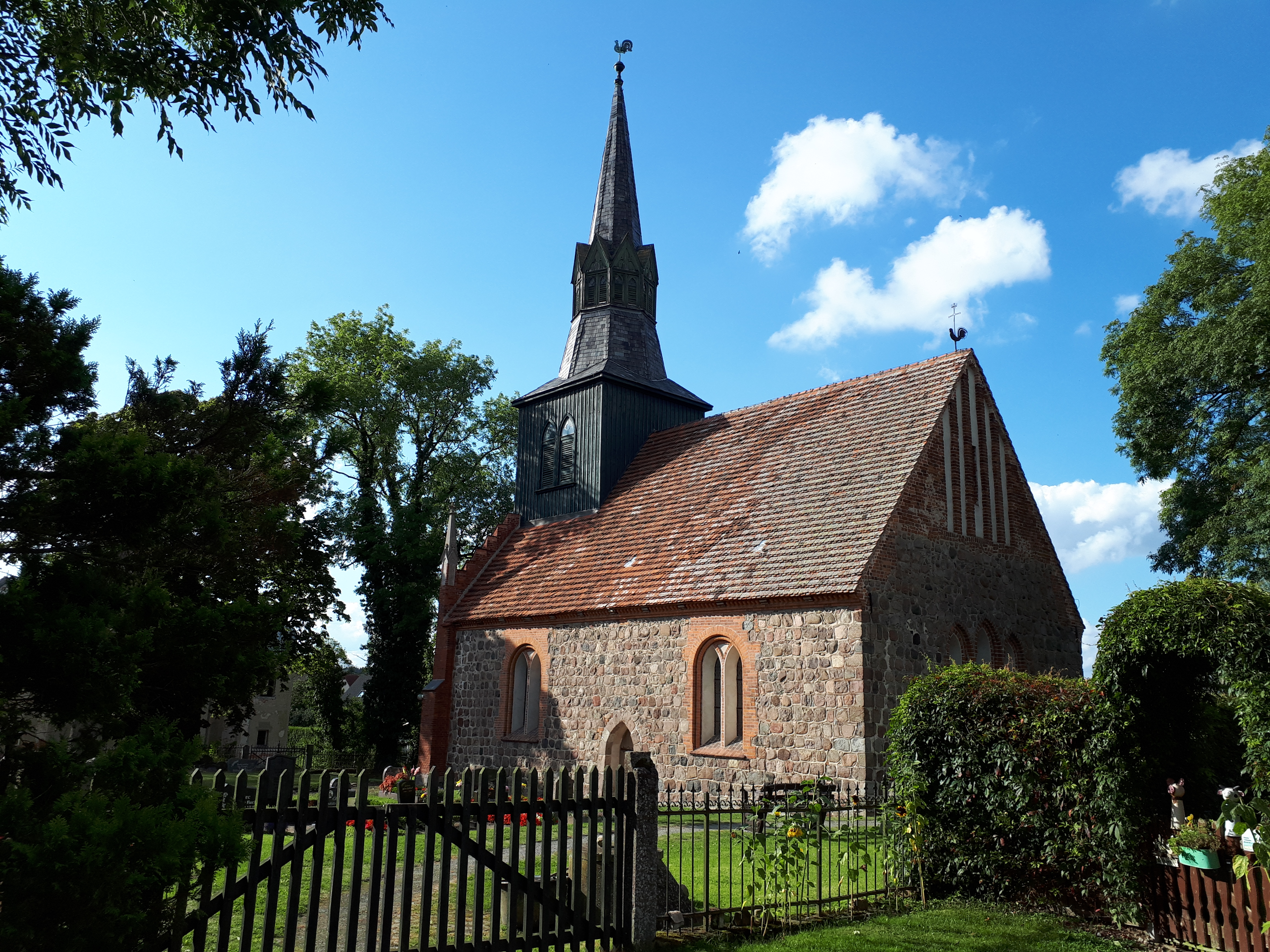
Dorfkirche Chemnitz (2018)

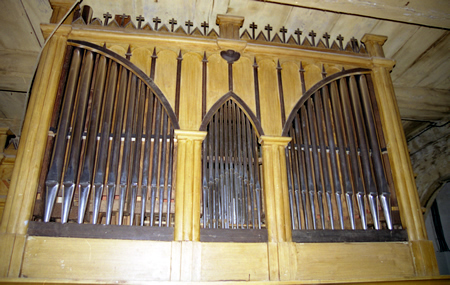
Prospekt der Noebe-Orgel

Die Dorfkirche Chemnitz ist eine gotische Feldsteinkirche in Chemnitz, einem Ortsteil der Gemeinde Blankenhof im Landkreis Mecklenburgische Seenplatte. Sie gehört zur Kirchgemeinde Wulkenzin-Breesen der Propstei Neustrelitz, Kirchenkreis Mecklenburg der Evangelisch-Lutherischen Kirche in Norddeutschland.

## Bau und Geschichte
Die Kirche wurde im Jahr 1305 von Bischof Heinrich von Cammin unter dem Patrozinium der Heiligen Maria und Katharina eingeweiht. Der Bau im romanisch-gotischen Übergangsstil ist eine Saalkirche ohne Unterscheidung von Chor und Langhaus. Sie hat kein Gewölbe, sondern eine flache Balkendecke. Der östliche Abschluss ist flach und hat ein dreifaches Lanzettfenster. An der Südseite befindet sich ein Portal mit einfacher Granitwandung. An der Nordseite war eine Sakristei angebaut. Der Turm der Kirche stammt aus dem 18. Jahrhundert; auf ihm findet man eine Windfahne in Form einer Henne.
Die Westwand und die Fenster im Langhaus wurden in späterer Zeit erneuert. Der hölzerne Turmaufsatz im Westen hat einen sechseckigen Spitzhelm mit einer von ehemals drei Kirchglocke und stammt wohl aus dem 18. Jahrhundert. Die Glocke wird heute elektrisch geläutet. Die beiden anderen Kirchglocken wurden im Ersten und Zweiten Weltkrieg aus Kriegsgründen eingeschmolzen.
Im Mittelalter Pfarrkirche, ist die Kirche Chemnitz seit 1575 Filialkirche, zunächst von Wulkenzin bis 1721, dann von Weitin bis 1808 und von Mölln bis 1872; seither gehörte sie zu Breesen.

## Ausstattung

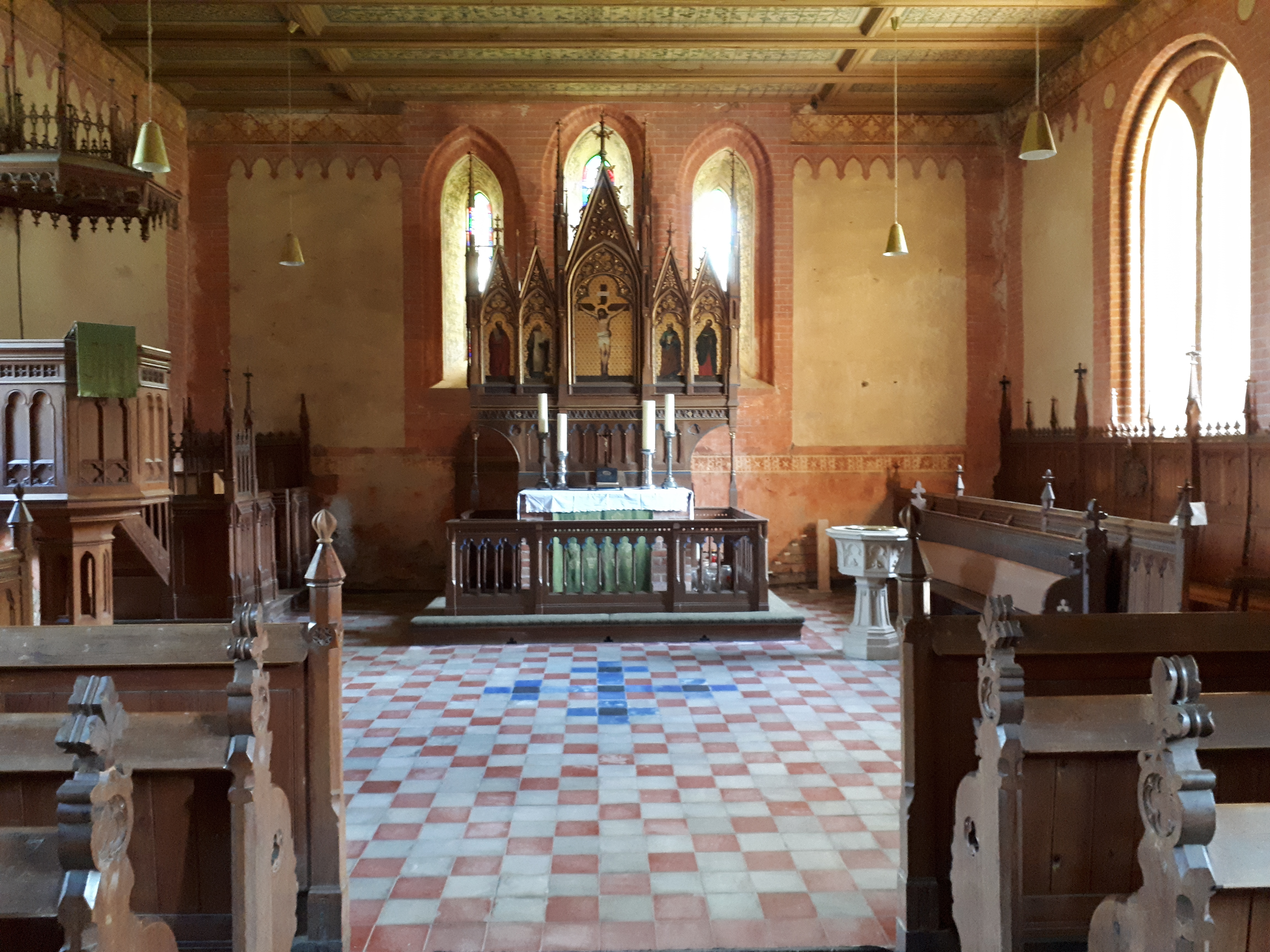
Innenraum, Blick zum Altar

Der Raumeindruck im Inneren der Kirche ist ein Ergebnis der neugotischen Erneuerungen des 19. Jahrhunderts. Der Altaraufsatz ähnelt dem in der Kapelle Althof.
Mehrere Wappen der Patronatsfamilien von Klinggräff und von Lützow an der Brüstung der Orgelempore stammen vom nicht mehr vorhandenen Patronatsgestühl.
In der Kirche findet man eine Winterkirche, welche für Gottesdienste im Winter genutzt wird, da sich diese leichter heizen lässt.
Bei einer Sanierung des Innenraumes der Kirche wurde die Kirche 2018 mit einer neuen elektrischen Bankheizung sowie neuen Lampen ausgestattet. Außerdem wurde die komplette Ausmalung der Kirche gereinigt und an einigen Stellen komplett erneuert.
Die Kirche besitzt eine Orgel von Carl Noebe aus dem Jahr 1845 mit sechs Registern. Diese Orgel wurde 2002 von Rainer Wolter aus Zudar auf Rügen renoviert.

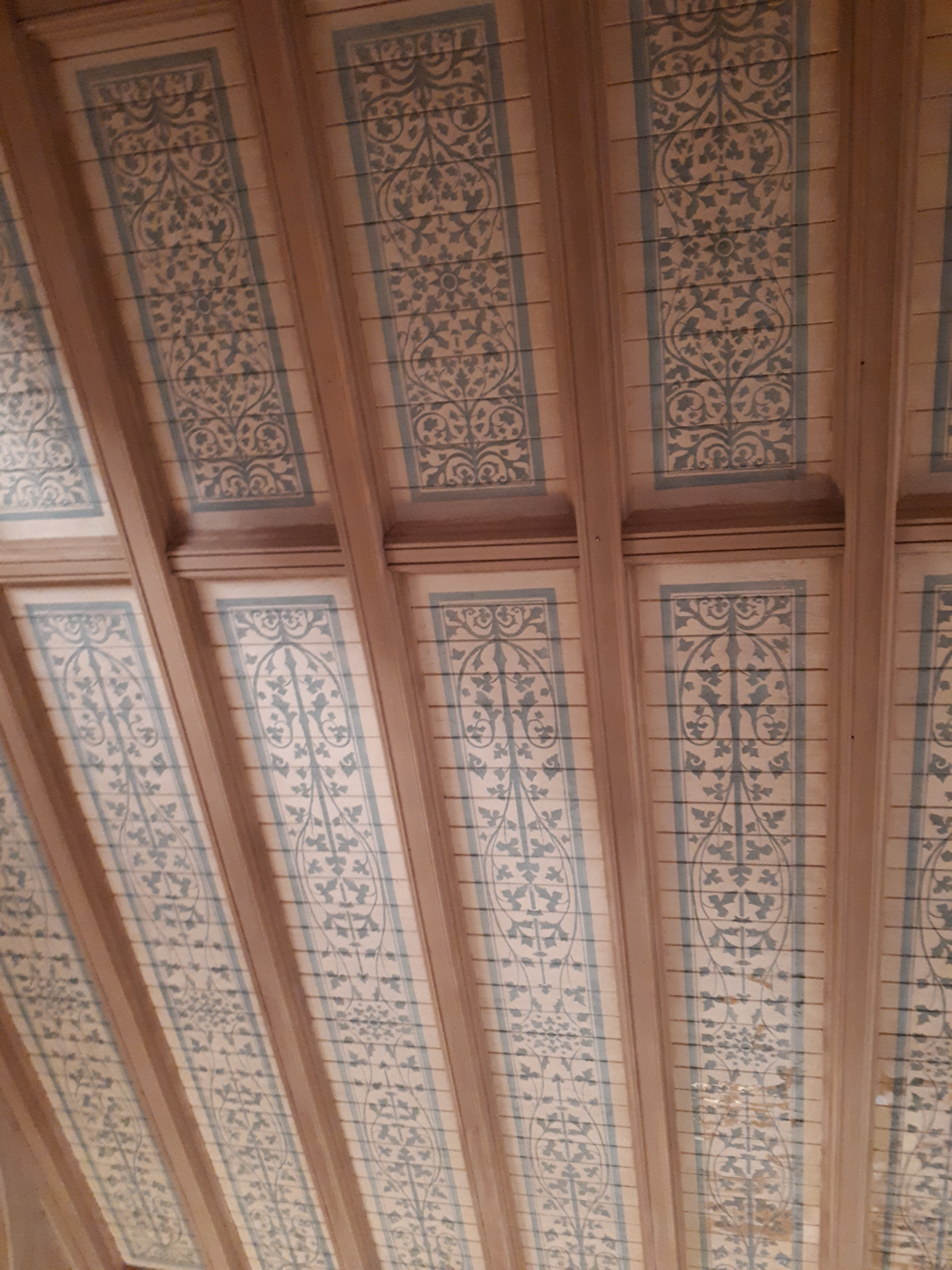
Blick zur Decke